# Harpactea corticalis
Harpactea corticalis är en spindelart som först beskrevs av Simon 1882.  Harpactea corticalis ingår i släktet Harpactea och familjen ringögonspindlar. Inga underarter finns listade i Catalogue of Life.